# مارتینا اشمیت
مارتینا اشمیت (آلمانی: Martina Schmidt؛ زادهٔ ۱ سپتامبر ۱۹۶۰) بازیکن والیبال اهل آلمان بود.